# Bürgermeista
Bürgermeista (bürgerlicher Name Roland Bürger) ist ein Münchner Musiker.

## Karriere
Roland Bürger stammt aus Grüntegernbach bei Dorfen nordöstlich von München. Er ist Wirtschaftsingenieur und arbeitete als Projektleiter bei einem Telekommunikationsunternehmen, bis er sich mit einem Musikstudio in Untergiesing selbstständig machte.
Bekannt ist er als Gitarrist in verschiedensten Formationen. Als Studiomusiker spielte er unter anderem bei Tom Novys Welcome to the Race die Gitarre ein und nahm Musik für Fernsehsender auf.
2008 schrieb Bürger das Lied Locker macha in bayrischer Mundart. Er nahm es als Reggae-Song mit professionellen Studiokollegen auf und verschickte es an mehrere Radiosender. Im Sommer 2009 entdeckte der Moderator des größten Münchner Lokalradios den Song für seine Morgensendung und spielte ihn daraufhin ab 23. Juni 2009 auf Wunsch der Hörer regelmäßig in seiner Show. Das Lied wurde bei Amazon Nummer 1 der Downloads in der Kategorie Reggae & Ska; andere lokale Medien wurden aufmerksam. Nach kurzer Zeit erhielt Roland Bürger als Bürgermeista einen Plattenvertrag bei 313music JWP und ein Video wurde gedreht. Am 21. August 2009 erschien das Lied auf CD und stieg sofort in die deutschen Singlecharts ein. In der zweiten Woche, während des Münchner Oktoberfests, stieg der lokale Hit sogar unter die Top 40, insgesamt konnte er sich 7 Wochen in der Hitparade halten.
Es folgten weitere Veröffentlichung, ab 2010 mit Begleitband als Bürgermeista & die Gemeinderäte. Im Juni 2010 kam das erste Album mit dem Titel „Gewählt“ in den Handel.

## Diskografie
Alben
- Gewählt (Bürgermeista & die Gemeinderäte, 2010)

Singles
- Locker macha (2009)
- Guad (2009)
- Do reggae mi ned auf (Bürgermeista & die Gemeinderäte, 2010)
- Heid is da ois is ma Wurst-Dog (Bürgermeista & die Gemeinderäte, 2011)